# Crazy Feelings
Crazy Feelings är den svenska gruppen Magnum Bonums debutalbum, utgivet 1978.

## Låtlista
Alla låtar av Mats Hedström och Per Schiller, där inget annat anges.
Sida ett
1. "Crazy Feelings" - 3:42
2. "Goodbye" (Magnum Bonum) - 4:23
3. "Future Man" - 3:38
4. "I Shut My Eyes" - 4:00
5. "Lady Jane" (Mats Hedström, Lars Liström) - 2:40

Sida två
1. "Skateboard" - 2:37
2. "Neon Lights" - 3:32
3. "Too Long" - 2:48
4. "Traveller" (Hedström, Liström) - 2:43
5. "Do Not Disturb" (Hedström, Per Schille, Liström) - 3:00
6. "Don't Say Goodbye" (Hedström, Schille, Liström) - 3:13

## Musiker
- Lars Liström – sång
- Mats Hedström – gitarr
- Per Schiller – gitarr
- Anders Sjöberg – bas
- Kim Lindholm - trummor